# Say, Young Fellow!
Say, Young Fellow! é um filme mudo estadunidense de 1918, do gênero comédia romântica, dirigido por Joseph Henabery.
Atualmente, é considerado um filme perdido.